# Magnetic Island
Magnetic Island è un'isola montagnosa di 52 km², situata 8 km al largo della città di Townsville (Queensland, Australia), nella baia di Cleveland. È diventata un sobborgo di Townsville, con 2.107 residenti permanenti. 
I servizi sono gestiti dal Townsville City Council e l'isola fa parte del distretto elettorale di Townsville nell'assemblea legislativa del Queensland.
È una destinazione turistica con alberghi e complessi turistici, accessibile per mezzo di traghetti tra Townsville e Nelly Bay, gestiti da due società (Sunferries e Fantasea Cruises). Ospita un parco nazionale di 27 km².

## Geografia
Il punto più elevato dell'isola è il monte Cook, che raggiunge i 497 m di altitudine s.l.m..
Il 54% della superficie dell'isola è occupato, dal 1953, dal "Parco nazionale di Magnetic Island", situato per la maggior parte nelle valli scoscese dell'interno e sulla costa rocciosa nord-occidentale.

## Storia

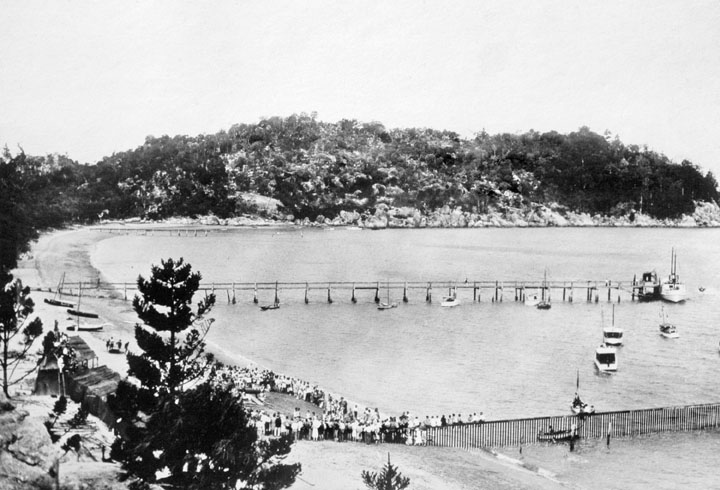
Picnic Bay nel 1927

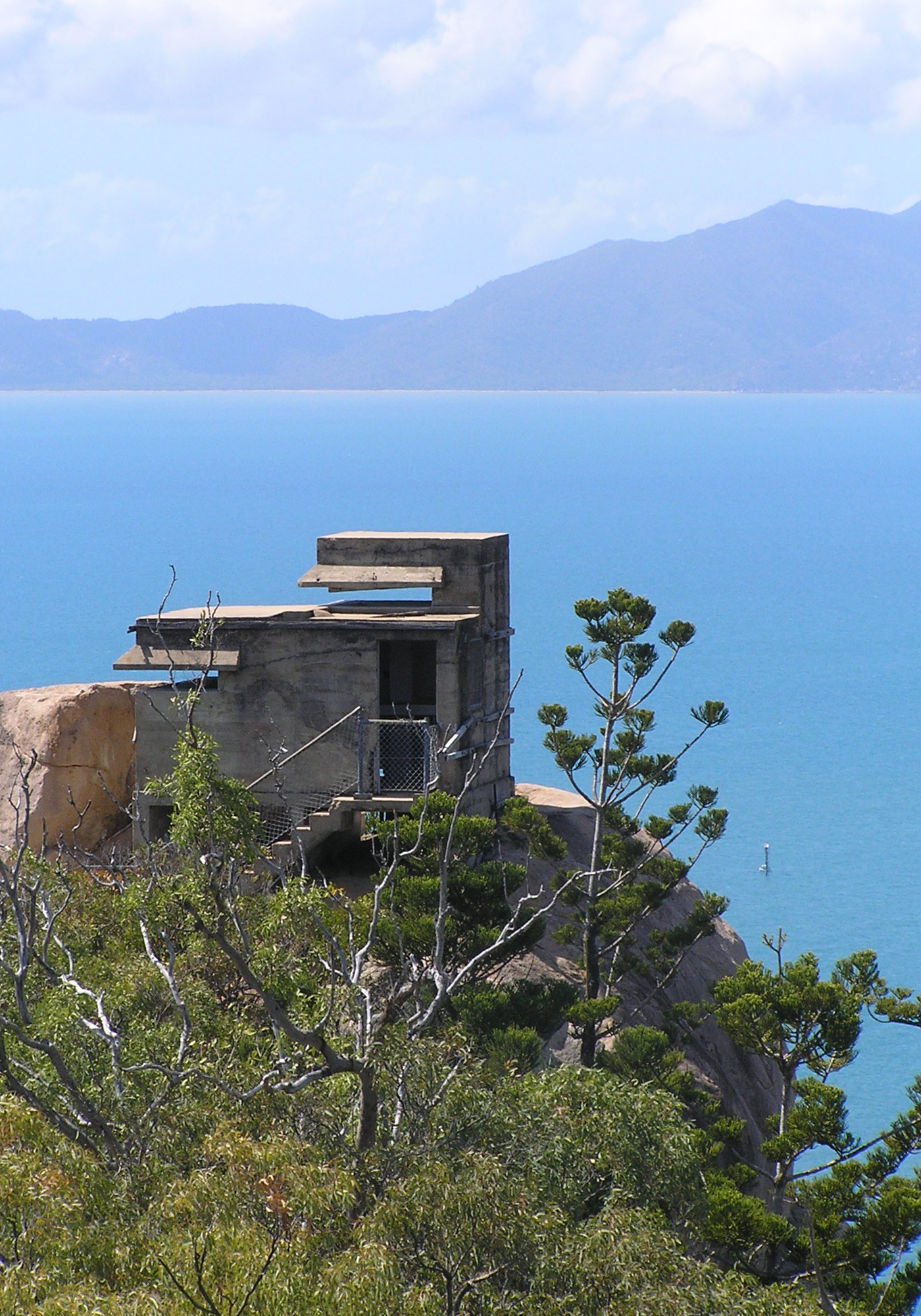
L'osservatorio del forte militare della seconda guerra mondiale

Prima dell'arrivo degli Europei, l'isola era abitata da aborigeni australiani, che avevano accampamenti stagionali su alcune delle spiagge e che si spostavano tra l'isola e la terraferma su canoe.
Il capitano James Cook la menzionò per la prima volta nel 1770, nel corso della sua navigazione lungo le coste dell'Australia, riferendo di anomalie sulle bussole e dando all'isola il nome che tuttora porta per questo motivo. L'isola fu in seguito esplorata con diversi strumenti per trovare una spiegazione dell'effetto descritto da Cook, ma senza risultati.
Dopo la fondazione di Townsville, alla metà dell'Ottocento, l'isola era sfruttata per la raccolta di semi commestibili di Araucaria cunninghamii, di granito e di corallo . Nel 1875 divenne una stazione di quarantena.
Nel 1890 vi si impiantò un primo complesso turistico a Picnic Bay e un secondo nel 1898 ad'opera di Robert Hayles, al quale si dovette anche il lancio di un servizio di traghetto regolare.
Durante la seconda guerra mondiale, nel 1942, quando Townsville divenne un'importante base militare per le truppe australiane e statunitensi, un forte ("The Forts") venne costruito sull'isola, con due cannoni, fari luminosi per illuminare l'area di tiro e uno schermo radar. Le installazioni militari furono abbandonate dopo la fine della guerra e le loro rovine sono divenute un luogo di attrazione turistico.
L'isola fu colpita nel dicembre del 1971 dal ciclone Althea, che danneggiò il 90% degli edifici.
Nel luglio del 2012 una superficie di 6 ettari dell'isola fu ceduta a titolo gratuito alla Wulgurukaba Yunbenun Aboriginal Corporation

## Località
- Luoghi abitati
  - Picnic Bay
  - Nelly Bay
  - Arcadia
  - Horsehoe Bay
- Baie e spiagge
  - Picnic Bay
  - Radical Bay
  - Florence Bay
  - Horsehoe Bay
  - Geoffrey Bay
  - Alma Bay
  - Nelly Bay

## Eventi
- Ottobre: "Great tropical Jazz Party"
- Novembre: "Schoolies"

## Media
- Magnetic Island Community News (settimanale)
- Magnetic Times (quotidiano on line)